# Ie Mirah
Ie Mirah is een bestuurslaag in het regentschap Aceh Selatan van de provincie Atjeh, Indonesië. Ie Mirah telt 779 inwoners (volkstelling 2010).